# مقاطعة موري (مينيسوتا)
مقاطعة موري (بالإنجليزية: Murray County)‏ هي إحدى مقاطعات ولاية مينيسوتا في الولايات المتحدة الأمريكية.